# Variabel kristalkopje
Het variabel kristalkopje (Didymium squamulosum) is een slijmzwam in de familie Didymiaceae. Het groeit saprotroof op bladeren en uitwerpselen van herbivoren.

## Kenmerken

### Uiterlijke kenmerken
Vormt in groepen of verspreid. Het is bolvormig, bijna bolvormig, schijfvormig of trechtervormig in het onderste deel van sporangia met een diameter van 0,3 tot 1 mm en een hoogte tot 1,5 mm. Het peridium is vliezig, licht glanzend, transparant, meestal bedekt met een dikke, witte korst van stervormige calciumcarbonaatkristallen, die los kunnen komen van het netachtige oppervlak. Meestal zijn sporangia op een steel gemonteerd, zelden zittend. De steel is dik, kalkhoudend, meestal gegolfd, wit, vaak verzonken in de holte van het sporangium, kan oplopen tot twee derde van de totale hoogte van het vruchtlichaam. Het hypothallus is schijfvormig, met vliezen, van bijna kleurloos tot wit. 
Het plasmodium is kleurloos, wit of geel.

### Microscopische kenmerken
De capillitia zijn samengesteld uit hyfen van verschillende diktes, recht of vertakt, kleurloos of bleek. Sporen zijn zwart in bulk en donker violetbruin in doorvallend licht. De sporen zijn fijn papillair of stekelig met een diameter van 8 tot 11 micrometer

### Soortgelijke soorten
Het vlekkig kristalkopje (Didymium melanospermum) heeft een langere en zwartachtige steel.

## Verspreiding
Het variabel kristalkopje is een kosmopolitisch soort die wordt gevonden op tal van eilanden en op alle continenten behalve Antarctica. In Nederland komt de soort vrij algemeen voor.

## Foto's

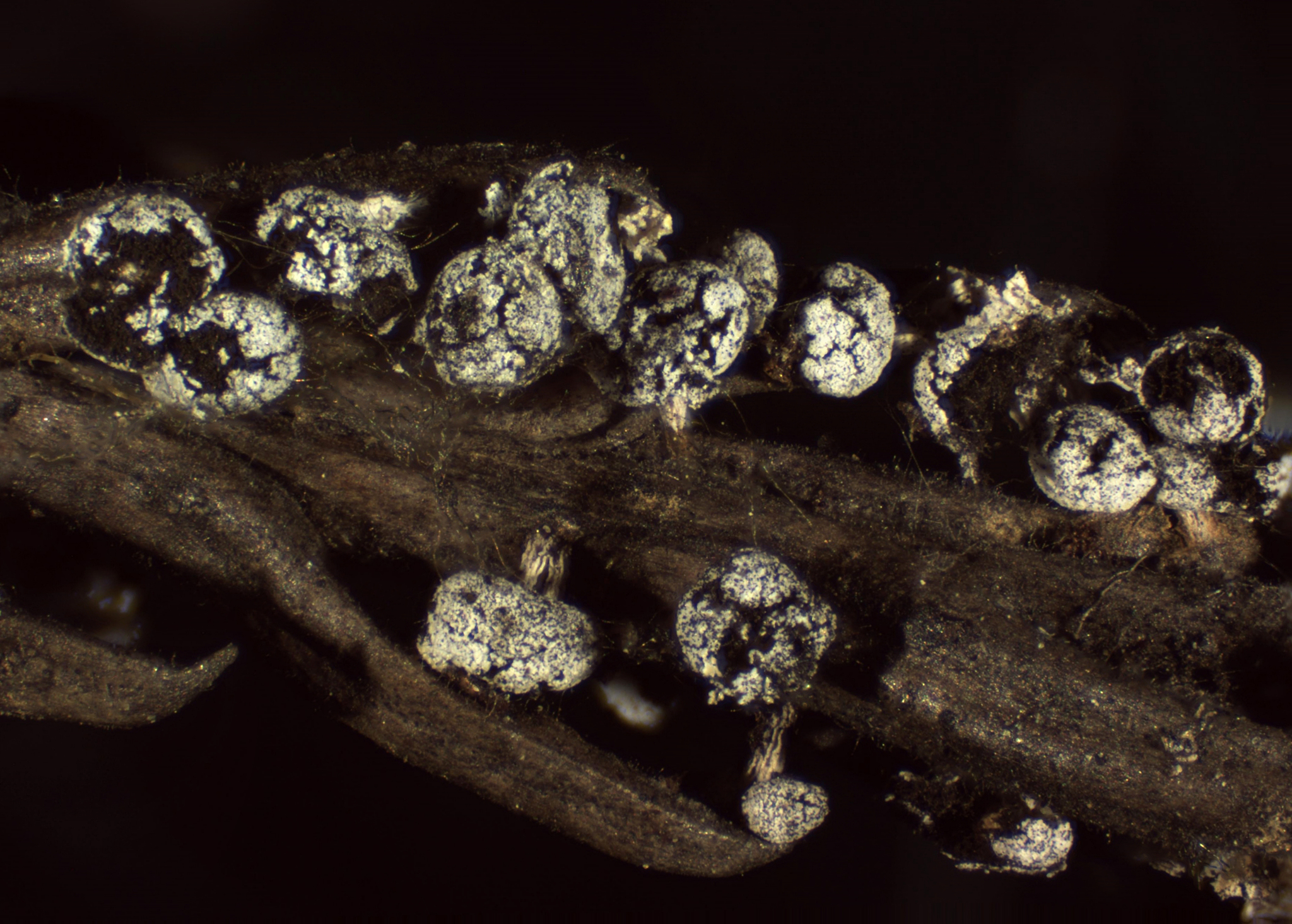
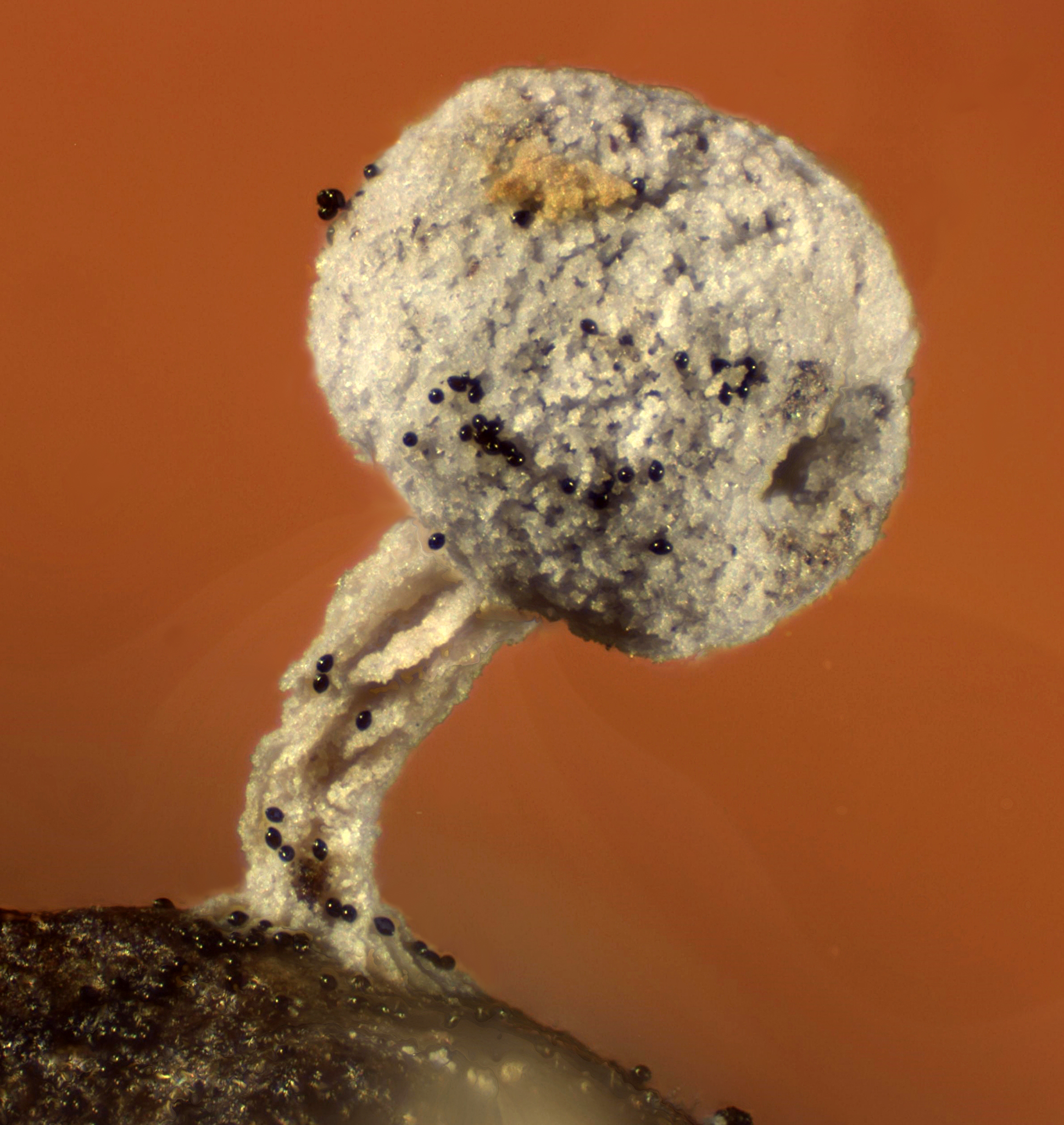
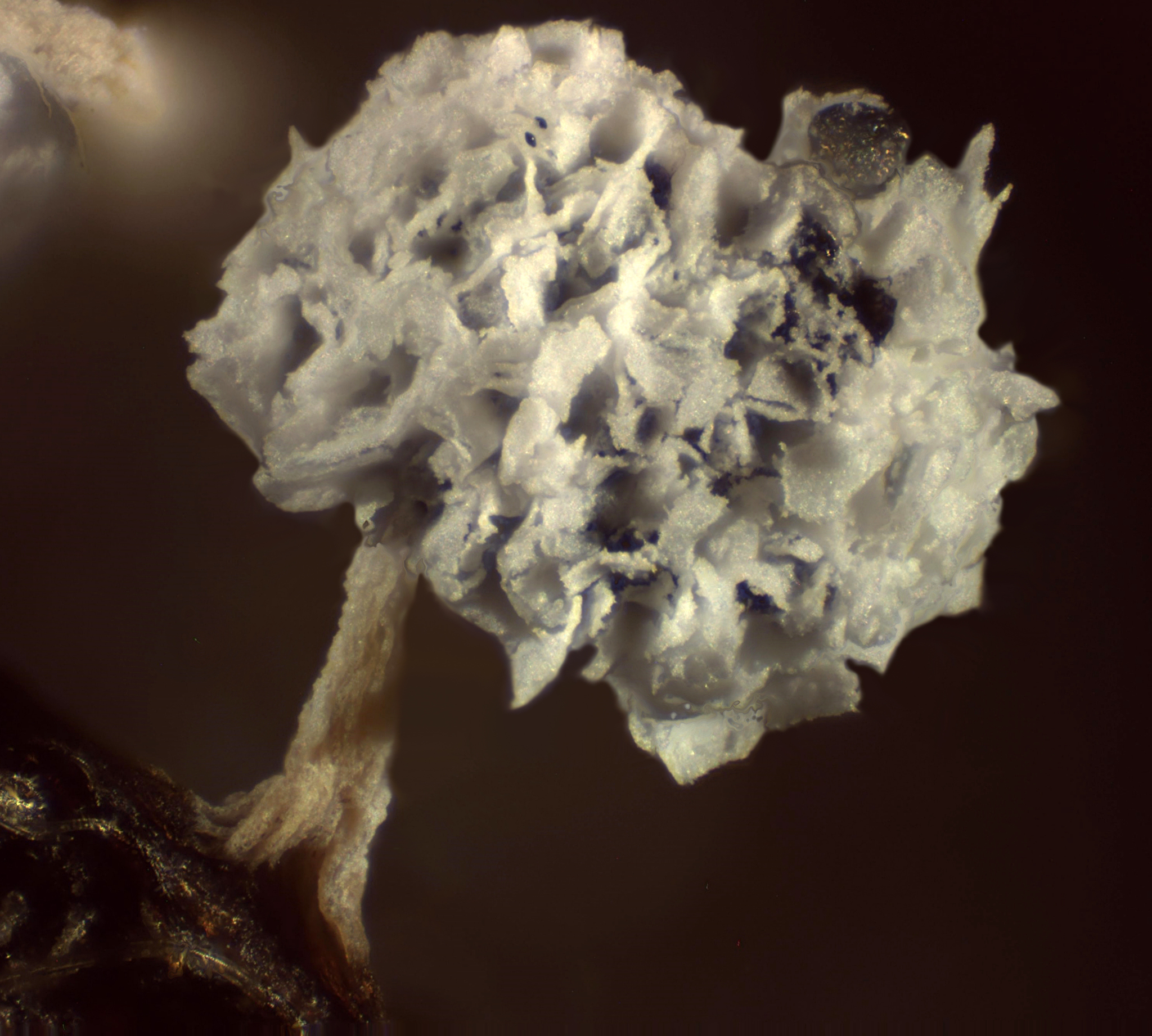
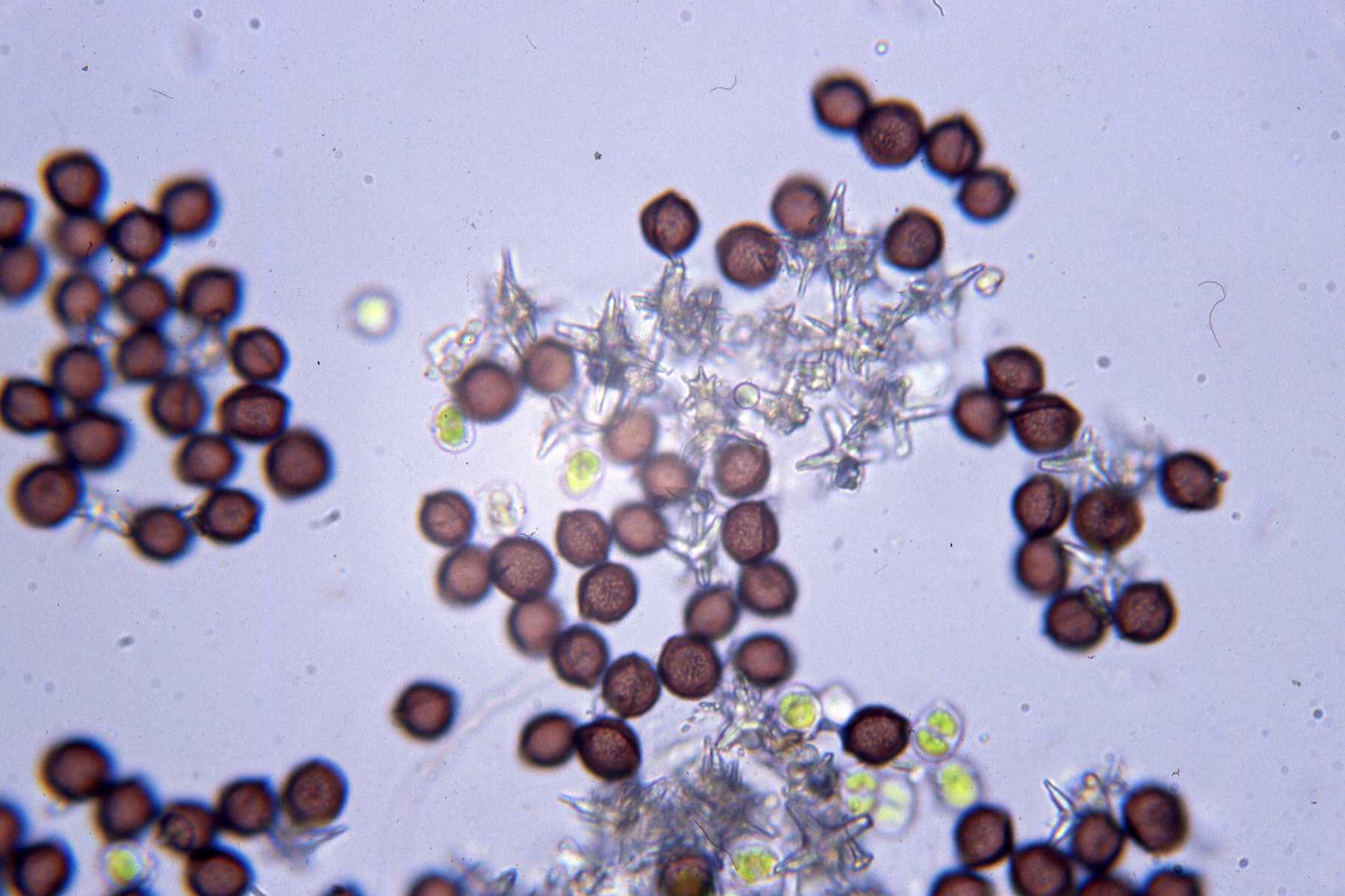
Sporen